# Miagrammopes bradleyi
Miagrammopes bradleyi es una especie de araña araneomorfa del género Miagrammopes, familia Uloboridae. Fue descrita científicamente por O. P.-Cambridge en 1874.
Habita en Nueva Gales del Sur.